# Gentlemenii norocului
Gentlemenii norocului (în rusă Джентльмены удачи, transliterat: Djentlmenî udaci) este un film de comedie sovietic realizat de Mosfilm. În rolurile principale interpretează actori sovietici faimoși precum Saveli Kramarov, Evgheni Leonov, Gheorghi Vițin și Radner Muratov.

## Lansare
A fost lansat în anul 1971 și a avut parte de mare succes comercial, fiind vizionat de 65,0 milioane de spectatori în cinematografele din Uniunea Sovietică, ceea ce-l plasează pe locul 12 între cele mai vizionate filme sovietice pe parcursul unui an.

## Legături externe
- Gentlemenii norocului la Internet Movie Database
- Gentlemenii norocului la Allmovie
- Gentlemenii norocului la CineMagia